# Zubriwśka
Zubriwśka (ukr. Зубрівська, ros. Зубровская) – przystanek kolejowy we Lwowie, w obwodzie lwowskim, na Ukrainie. Leży na linii Lwów – Czerniowce.
Nazwa pochodzi od przebiegającej w pobliżu ulicy Zubriwśkiej.